# Leon Levinstein
Leon Levinstein (* 20. September 1910 in Buckhannon, West Virginia; † 28. Februar 1988 in New York City) war ein US-amerikanischer Fotograf, der für seine eindrucksvollen Straßenfotografien bekannt wurde. Er war Mitglied der New York Photo League. Die Photo League war eine Organisation von Fotografen in New York, die sich der Dokumentation des Lebens in den Arbeitervierteln widmete. Sie wurde 1936 gegründet und bot ihren Mitgliedern Schulungen, Ausstellungsräume und eine Plattform für den Austausch über soziale und kreative Themen. Die Photo League wurde 1951 aufgelöst, nachdem sie während der McCarthy-Ära auf die schwarze Liste des US-Justizministeriums gesetzt worden war. Die Photo League spielte eine wichtige Rolle bei der Entwicklung der sozialdokumentarischen Fotografie in den USA.

## Leben
Leon Levinstein begann seine künstlerische Ausbildung am Maryland Institute of Arts in Baltimore. Nach seinem Militärdienst im Zweiten Weltkrieg zog er 1945 nach New York City, wo er als Art Director in der Werbebranche arbeitete. Sein Interesse an der Fotografie führte ihn 1947 zur Photo League, einer Fotografengenossenschaft, die sich der sozialdokumentarischen Fotografie widmete. Dort lernte er bei John Ebstel und Sid Grossman. Zwischen 1948 und 1951 setzte er seine Ausbildung an der New School for Social Research unter anderem bei Stuart Davis und Alexey Brodovitch fort. Sid Grossman blieb auch nach der Schließung der Photo League 1951 sein Mentor.
Trotz seines Talents blieb Leon Levinstein zu Lebzeiten weitgehend unbekannt. Er mied den kommerziellen Kunstmarkt und arbeitete hauptsächlich für sich selbst. Erst posthum wurde sein Werk mit Ausstellungen in Institutionen wie der National Gallery of Canada und dem Metropolitan Museum of Art gewürdigt. In den 1950er und 1960er Jahren wurden seine Arbeiten in renommierten Zeitschriften wie Popular Photography und U.S. Camera Annual veröffentlicht. 1952 gewann er den internationalen Fotowettbewerb von Popular Photography. 1956 hatte er seine einzige Einzelausstellung zu Lebzeiten in der Helen Gees Limelight Gallery. Seine Fotografien wurden in mehreren Gruppenausstellungen im Museum of Modern Art gezeigt, darunter die berühmte Ausstellung The Family of Man im Jahr 1955. 1975 erhielt er ein Guggenheim-Stipendium, das seine Bedeutung für die Fotografie hervorhob.

## Werk
Das Werk von Leon Levinstein dokumentiert den Alltag in New York von den 1950er bis in die 1980er Jahre. Seine Fotografien zeichnen sich durch eine unmittelbare und ungeschönte Darstellung des urbanen Lebens aus. Er bevorzugte es, seine Motive aus nächster Nähe und oft aus ungewöhnlichen Blickwinkeln zu fotografieren, um die Essenz des Augenblicks einzufangen. Seine Arbeiten konzentrieren sich auf Menschen und Szenen in den Straßen New Yorks, insbesondere in Stadtteilen wie Harlem, der Lower East Side und Coney Island. Obwohl er auch Reisen nach Haiti, Indien und Mexiko unternahm, blieb New York das Hauptthema seiner Fotografie.

## Ausstellung
- The Radical Camera: New York’s Photo League, 1936–1951, eine Übersicht über die Geschichte der Gruppe, ihre künstlerische Bedeutung und ihr kulturelles, soziales und politisches Umfeld. Wanderausstellung in den folgenden Museen: The Jewish Museum, New York (4. November 2011 bis zum 25. März 2012); Columbus Museum of Art, Columbus, OH (19. April – 9. September 2012), Contemporary Jewish Museum, San Francisco, CA (11. Oktober 2012 – 21. Januar 2013) und im Norton Museum of Art, West Palm Beach, FL (15. März – 16. Juni 2013).